# 生物濃縮

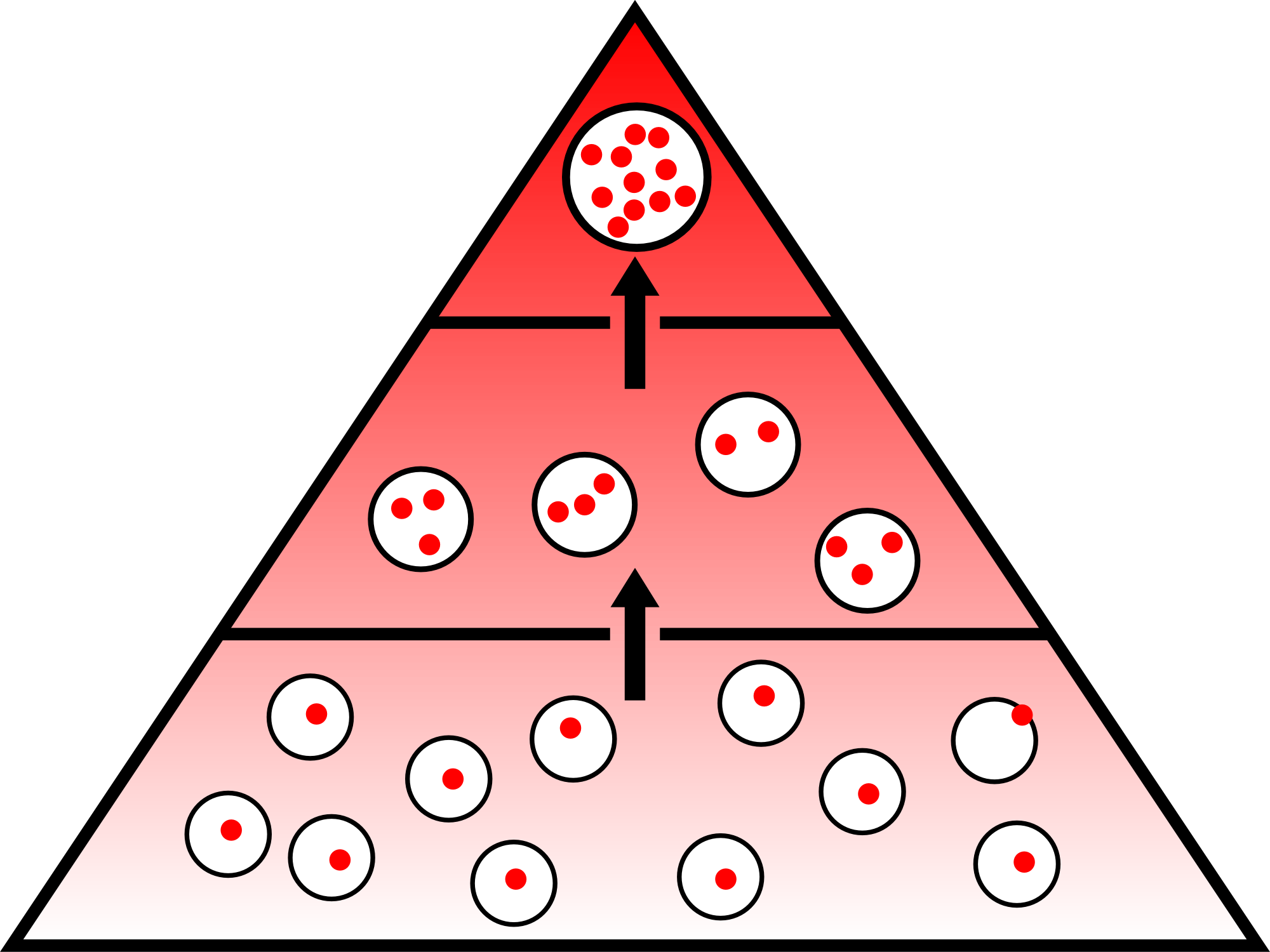
ピラミッドの上位で濃縮されるイメージ

生物濃縮（せいぶつのうしゅく）は、ある種の化学物質が生態系での食物連鎖を経て生物体内に濃縮されていく現象をいう。生体濃縮（せいたいのうしゅく）ともいう。
疎水性が高く、代謝を受けにくい化学物質は、尿などとして体外に排出される割合が低いため、生物体内の脂質中などに蓄積されていく傾向がある。特定の化学物質を含んだ生物を多量に摂取する捕食者では、さらに体内での物質濃度が上昇する。食物連鎖の過程を繰り返すうち、上位捕食者ほど体内での対象化学物質濃度が上昇する。
生物濃縮に類似して生物蓄積の用語があり、英語のBioaccumulationの訳語とすることがある。これは生物蓄積が、有害物質が水などの環境媒体から生物体内へ濃縮される過程（生物濃縮・Bioconcentration）と食物連鎖により増強される過程（Biomagnification）とを合わせたものであるためである。

## 毒化
魚介類中のドコサヘキサエン酸、フグやイモリなどの毒、貝毒、季節的なカキの毒化などは、生息域の細菌や餌となる生物によって合成された化学物質が生物濃縮で取り入れられたものである。

## 環境問題
生物濃縮による環境被害は、レイチェル・カーソンが著書『沈黙の春』でDDTなどによる生物濃縮問題を論じたことで、よく知られるようになった。すなわち、上記のような生物濃縮されやすい物質の性質を、たとえば一部の農薬や重金属も持っているということである。農薬の場合、水に溶けにくいことや分解しにくいことは、実際に農地に散布した場合にその効果が長く保てることから、優れた性質と考えられていた面がある。その最初の例であるDDTもこの性質を持っていたため、高次消費者に高濃度で蓄積する結果を招いた。つまり、「人為的な廃棄物の中では微量であったものが、重要な影響を与えうる濃度にまで上昇する」というものである。
カーソンの指摘の後にはさまざまな論争が起こったが、「少なくとも農薬に関しては残留しにくいものをできるだけ少量で効果的に用いる」という方向に変換された。
除草剤や殺虫剤などに含まれる人工的な化学物質が生物濃縮され、致命的な毒性を現すことがある。1949年、カリフォルニア州クリア湖で大量発生したユスリカのような昆虫駆除のためにDDD（ジクロロ-ジフェニル-ジクロロエタン）が散布された際に、数年後にクビナガカイツブリが多く死亡した。散布されたDDDの濃度は質量比で0.02ppmという低い濃度で散布されたが、のちの調査により、湖水と比較して8万倍の濃度のDDDが水鳥に蓄積されていることが明らかになった。さらにプランクトンは5.3ppm、小型の魚は10ppm、大型の魚は1500ppm、大型の水鳥は1600ppmであった。
海洋生態系の最高次生物であるクジラ類への生物濃縮はとくに深刻な場合がある。北太平洋西部での調査では、スジイルカに残留するDDTおよびPCBの濃度が海水と比べてそれぞれ3700万倍・1300万倍も濃縮されていることが示された。有明海のスナメリやアメリカ・地中海のハンドウイルカからも、同様の化学物質の蓄積が確認されている。クジラ類はアザラシと比べて出産や授乳によって母から子へ移行する化学物質の割合が高いことが指摘されており、クジラ類の寿命も長いことから、生物濃縮によるクジラ類の汚染は簡単には収束しないとされている。
水銀中毒やカドミウム中毒、放射性降下物の生物濃縮も問題である。

## 食中毒
シガトキシンによるシガテラや、ノロウイルスがある。

## 応用
1.生物濃縮を利用して環境汚染を調べる手法が、海洋放射生態学研究部や通産省などによって開発されつつある。
バイオレメディエーションで汚染の浄化に用いられる。
2.生物濃縮による有毒化の原理を逆に応用し、餌の管理をすることで無毒のフグを養殖することに成功している。